# Poyntonophrynus lughensis
Espèce
Synonymes
- Bufo lughensis Loveridge, 1932
- Bufo gardoensis Scortecci, 1932
- Bufo chappuisi Roux, 1936 "1935"

Statut de conservation UICN

 LC  : Préoccupation mineure
Poyntonophrynus lughensis est une espèce d'amphibiens de la famille des Bufonidae.

## Répartition
Cette espèce se rencontre :
- dans la moitié Sud de la Somalie ;
- dans l'Est et le Sud de l'Éthiopie, avec une population isolée dans la vallée de l'Awash, dans le centre du pays ;
- dans l'extrême Est du Soudan du Sud ;
- dans le Nord et l'Est du Kenya.

Sa présence est incertaine dans le nord-est de l'Ouganda.

## Étymologie
Son nom d'espèce, composé de lugh et du suffixe latin -ensis, « qui vit dans, qui habite », lui a été donné en référence au lieu de sa découverte, une zone située entre Lugh et Matagoi en Somalie.

## Publication originale
- Loveridge, 1932 : Eight new toads of the genus Bufo from East and Central Africa. Occasional Papers of the Boston Society of Natural History, vol. 8, p. 43-53 (texte intégral).